# Puerto Wilches
Puerto Wilches ist eine Gemeinde (municipio) im Departamento Santander in Kolumbien.

## Geographie
Puerto Wilches liegt in der Provinz Mares im nordwestlichen Santander auf einer Höhe von 75 Metern am Río Magdalena und hat eine Jahresdurchschnittstemperatur von etwa 33 °C. Die Stadt liegt ungefähr 157 km von Bucaramanga und 52 km von Barrancabermeja entfernt. An die Gemeinde grenzen im Norden Morales in Bolívar, im Osten Aguachica und San Martín in Cesar sowie Sabana de Torres und Rionegro, im Süden Barrancabermeja und im Westen der Río Magdalena und Cantagallo, San Pablo und Simití in Bolívar und Yondó in Antioquia. Teilweise bilden die Flüsse Río Magdalena, Río Lebrija und Río Sogamoso die Grenze der Gemeinde.

## Bevölkerung
Die Gemeinde Puerto Wilches hat 31.509 Einwohner, von denen 17.040 im städtischen Teil (cabecera municipal) der Gemeinde leben (Stand: 2019).

## Geschichte
Auf dem Gebiet des heutigen Puerto Wilches lebte bei Ankunft der Spanier die indigenen Völker der Simitíes und Yariguíes. Zwischen 1870 und 1872 wurde der heutige Ort als Corregimiento unter dem Namen Bocas del Rosario gegründet. Kurze Zeit später begann der Bau der Eisenbahn, die den Ort mit dem Gebiet um Bucaramanga verband. Seit 1882, zu Ehren des Gouverneurs Solón Wilches, der den Bau der Eisenbahn vorangetrieben hatte. Zum ersten Mal erhielt Puerto Wilches 1887 den Status einer Gemeinde, der endgültig seit 1908 Bestand hatte. Seit 1920 verfügt Puerto Wilches über einen Flusshafen. Erst seit 1985 ist Puerto Wilches an das Straßennetz von Santander angeschlossen. Die Region war betroffen vom gewaltsamen Konflikt der Violencia von 1948 bis 1958.

## Wirtschaft
Der wichtigste Wirtschaftszweig ist die Landwirtschaft. In Puerto Wilches werden insbesondere Ölpalmen angebaut. Außerdem spielen Fischfang und Erdölförderung eine Rolle.